# Mestolobes xanthoscia
Mestolobes xanthoscia là một loài bướm đêm thuộc họ Crambidae. Nó là loài đặc hữu của Oahu, Molokai và Hawaii.
Người ta ghi nhận con trưởng thành loài này đến hoa của loài Metrosideros.